# Valódi tokfélék

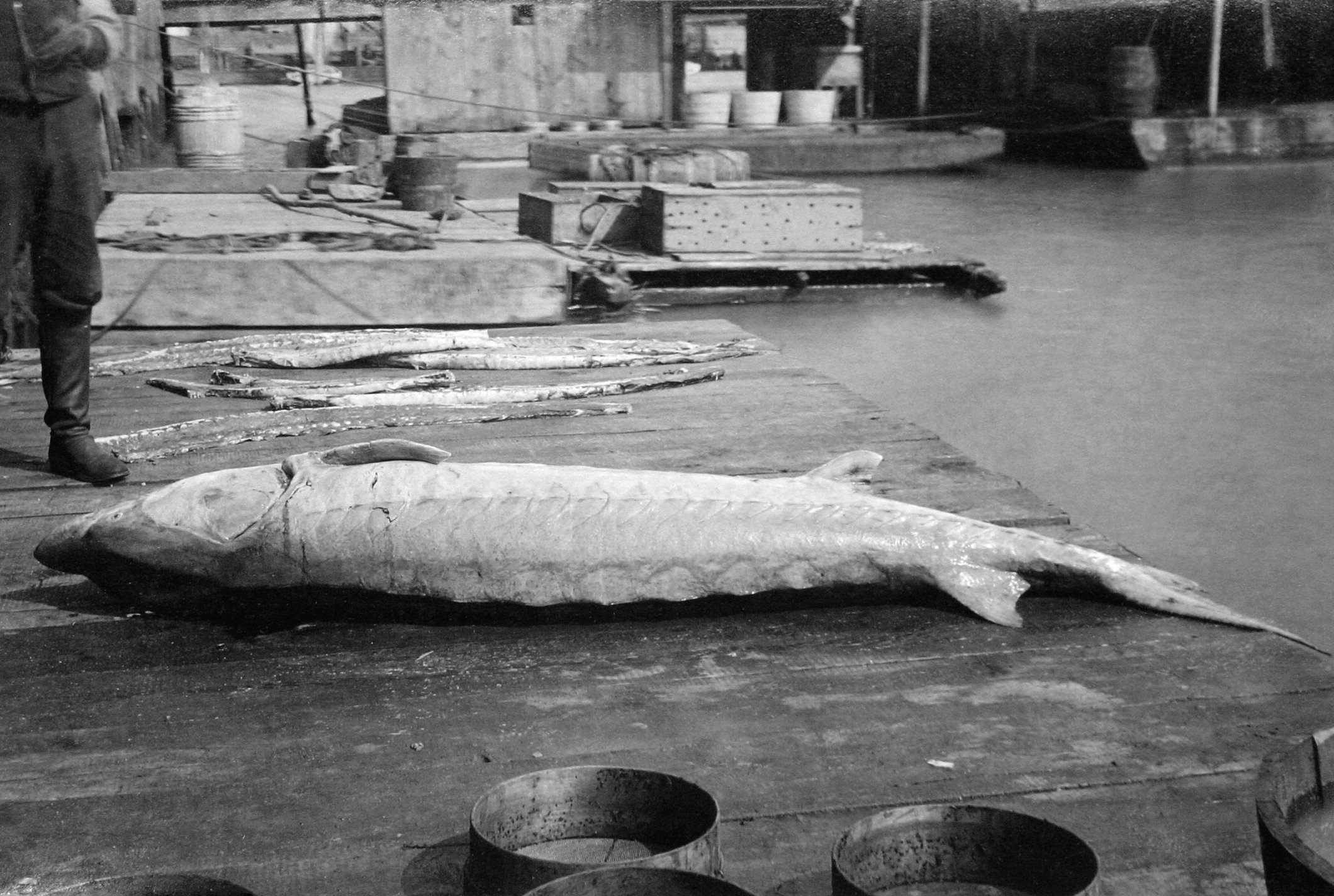
Közönséges tok (Acipenser sturio) feldolgozás előtt.

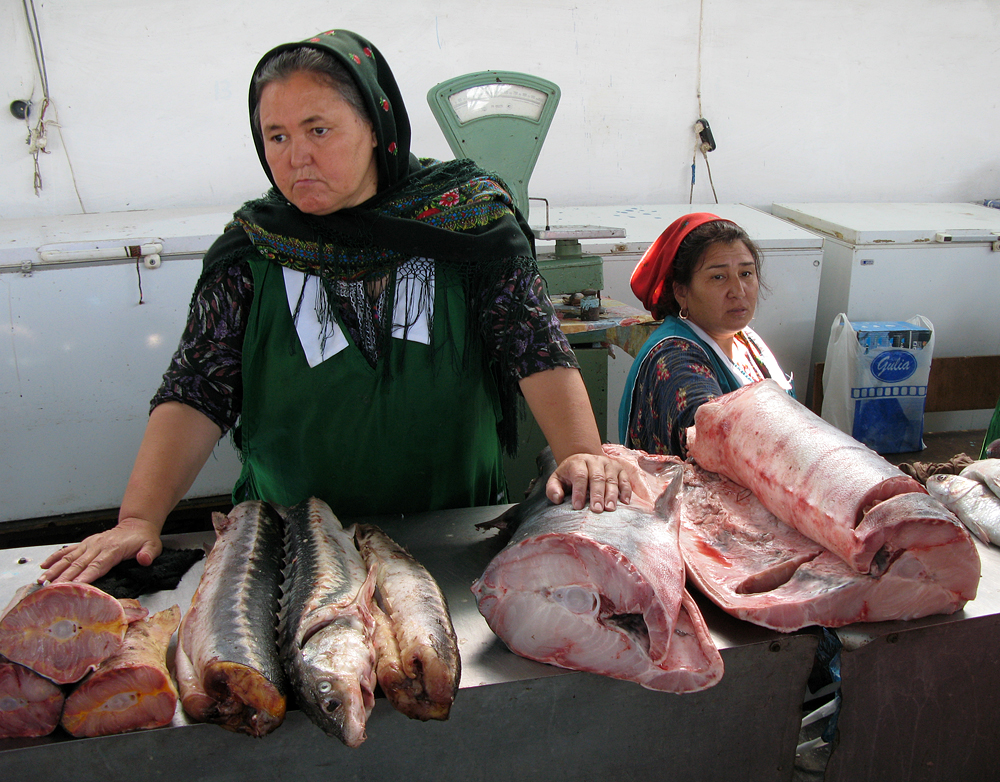
Türkmenisztánban a főváros piacán tokot áruló asszony.

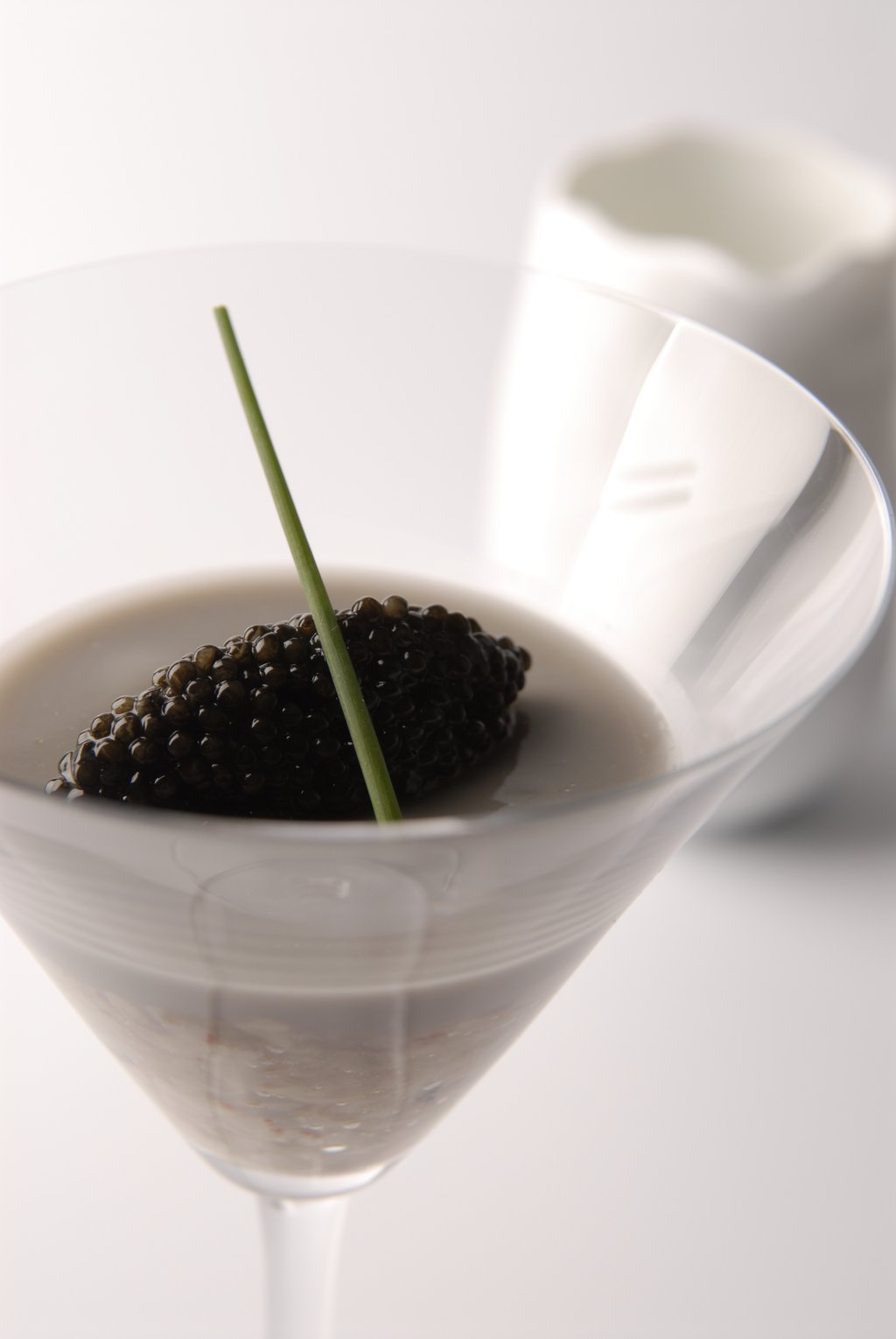
Hélène Darroze de Paris ajánlata kaviár osztrigával.

A tokfélék vagy valódi tokfélék (Acipenseridae) a sugarasúszójú halak (Actinopterygii) osztályába tartozó tokalakúak (Acipenseriformes) rendjének névadó családja.
Ide sorolnak több mint húsz fajt, közöttük a kecsegét (Acipenser ruthenus), a szibériai vizát (Huso dauricus) és a vizát (Huso huso). Gyakran lehet találkozni a család említésekor a két legnagyobb nem, az Acipenser és a Huso elnevezéssel is.
Az egyik legrégebbi halfaj, hiszen a dinoszauruszokig, azaz, több mint 200 millió évvel ez előttre vezethető vissza kialakulásuk. Élőhelyük jellemzően a szubtrópusi tengerek Észak-Amerikában, Kelet-Európában és Ázsiában. Vándorformák, hiszen több tengeri faj a folyókba vándorol ívni.
A húsuk és az ikrájukból készített értékes kaviár miatt gazdasági haszonnal kecsegtetnek, akár orvhorgászat révén is. Ez azt eredményezi, hogy több faj állományszáma olyan mértékben lecsökkent, hogy a kihalás fenyegeti őket. A legnagyobb tokpopuláció a Kaszpi-tengerben él. A 2001-es fogási adatok és becslések szerint a világállomány a 20. század folyamán legalább 70%-kal fogyott, 13 tokfaj veszélyeztetett státuszba került, kettő pedig a kihalás szélén áll.

## Rendszerezés
A családba az alábbi alcsaládok, nemek és fajok tartoznak:

### Acipenserinae
Az Acipenserinae alcsaládba 2 nem tartozik:
- Acipenser Linnaeus, 1758 – 17 faj

- Huso Brandt & Ratzeburg, 1833 – 2 faj

### Scaphirhynchinae
A Scaphirhynchinae alcsaládba 2 nem tartozik
- Pseudoscaphirhynchus (Nikolskii, 1900) – 3 faj
  - Pseudoscaphirhynchus fedtschenkoi
  - Pseudoscaphirhynchus hermanni
  - Pseudoscaphirhynchus kaufmanni

- Scaphirhynchus (Heckel, 1836) 3 faj
  - Scaphirhynchus albus
  - Scaphirhynchus platorynchus

## Megjelenésük
Hátuk közepén és két oldalukon egy-egy, hasukon két sorban rombusz alakú csontlemezek követik egymást. A farkúszójuk felső részén kifejlődött vértpikkelyeket szalagok kapcsolják össze. Ormányuk alsó oldalán, a szájuk előtt haránt irányú bajuszsor fejlődött ki. Fiatal korukban még gyenge, kis fogaik vannak, de ezek néhány éves korukban kihullnak. Úszóhólyagjuk fejlett.

## Életmódjuk
Fenéklakó gerincesekkel és halakkal táplálkoznak. Általában nagytestűek és a többi halfajhoz viszonyítva lényegesen hosszabb az életkilátásuk. A tokfélék későn, 6 és 25 éves koruk között válnak ivaréretté és emiatt is veszélyeztetettek, hiszen kifogják mielőtt ívhatnának. A tokfélék javarészt egész életüket édesvízben töltik, habár egyes fajaik vándorformák, mint a lazacok, de ezek is a folyókba vándorolnak ívni.

## Felhasználásuk
Húsuk ízletes, ikrájukból kaviárt készítenek, és mindezekért intenzíven halásszák őket. Az idesorolt fajokra többnyire halászati korlátozást vezettek be védelmük érdekében. A nagy haszonnal kecsegtető kaviárkészítés miatt, kialakult akvakultúrás tenyésztésük. A tokfélék és a kaviár nemzetközi legális kereskedelme 1998-ban elérte a 220 tonnát. A legnagyobb importőr országok Svájc (24%), Franciaország (19%) és Németország (17%). A feketekereskedelem is jelentős, hiszen évente több tonnányi illegális kaviárt foglalnak le Európában.

## Érdekességek
A legnagyobbra a szibériai viza (Huso dauricus) nőhet meg és ezzel a legnagyobb édesvízi hal, 80 éves korára ugyanis elérheti az 5,6 m-t és 0,5–1,0 tonnát.

## További információk

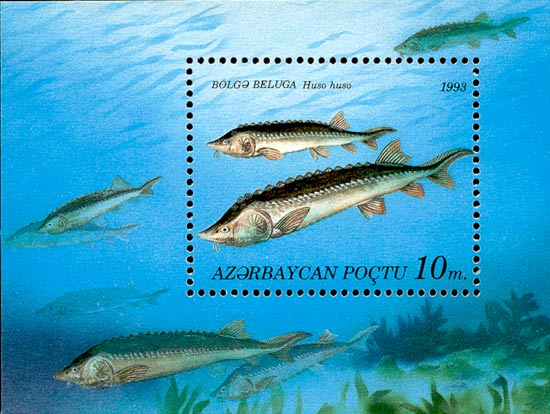
Vizák azerbajdzsáni bélyegen